# Gintung Cilejet
Gintung Cilejet is een bestuurslaag in het regentschap Bogor van de provincie West-Java, Indonesië. Gintung Cilejet telt 7721 inwoners (volkstelling 2010).